# József Antall Senior

József Antall Senior

József Antall Senior (* 28. März 1896 in Oroszi, Komitat Veszprém; † 24. Juli 1974 in Budapest) war ein ungarischer Jurist und Politiker.

## Leben
Antall kämpfte als K.u.K-Soldat im Ersten Weltkrieg in Galizien, wo seine Einheit 1915 zerschlagen wurde und er selbst dank einer polnischen Familie, die ihn versteckte, einer Gefangennahme entging.
Nach dem Krieg kehrte Antall nach Ungarn zurück und schloss ein Jurastudium ab. Ab 1932 arbeitete er im Innenministerium. Nach der Niederlage Polens im September 1939 organisierte er im Auftrag der ungarischen Regierung und in Zusammenarbeit unter anderem mit Henryk Sławik und Kardinal Jusztinián Serédi Hilfe für polnische Flüchtlinge, darunter viele jüdischen Glaubens. Er kümmerte sich um Internierungslager für polnische Soldaten und Flüchtlingslager für Zivilisten. Unter anderen hat er polnische Schulen in Balatonboglár und ein Flüchtlingszentrum für jüdische Jugendliche aus Polen in Vác organisiert und verwaltet. Seine 1946 veröffentlichte Rechtfertigungsschrift erwies sich allerdings nach Ansicht René Geoffroys (2001) als unzureichend belegt. Für einen von Antall angeführten Erlass des Innenministeriums an die Grenzorgane aus dem Jahr 1942, als in Polen die Deportationen in die Vernichtungslager begannen, „keinen der jüdischen Flüchtlinge auszuweisen“ (József Antall: Lengyel menekültek, 1946, S. 67), fehle jeder archivalisch nachweisbarer Beleg und keiner der Autoren, der sich nach 1946 mit dem Thema der Aufnahme der polnischen Flüchtlinge in Ungarn befaßte, hat sie bezeichnenderweise jemals erwähnt.
Nach der deutschen Besetzung Ungarns im März 1944 wurde Antall wegen Hilfe für polnische Bürger von der Gestapo verhaftet und gefoltert. Nach der Freilassung im September zog er sich bis zum Kriegsende vom politischen Leben zurück.
Nach dem Krieg wurde er Staatssekretär, später Minister für Wiederaufbau, gleichzeitig leitete er das Ungarische Rote Kreuz und die Ungarisch-Polnische Handelskammer. Er war ab 1945 Abgeordneter der Unabhängigen Partei der Kleinlandwirte, der Landarbeiter und des Bürgertums (FKGP), wurde 1947 wiedergewählt und auf der Volksfront-Liste 1949 erneut, so dass er bis 1953 dem Ungarischen Parlament angehörte. Er verstarb 1974 und wurde 1990 postum mit der Gerechter-unter-den-Völkern-Medaille ausgezeichnet.
Ein Abschnitt des Budapester Donau-Kais auf der Pester Seite ist nach ihm benannt. Die Polnisch-Ungarische-Gesellschaft in Warschau trägt seinen Namen. Sein Sohn, József Antall Junior, war der erste demokratisch gewählte Ministerpräsident Ungarns nach dem Zweiten Weltkrieg.

## Schriften (Auswahl)
- Lengyel menekültek  Magyarországon a háború alatt. Einleitung von József Antall. Budapest, 1946 (hu)
  - Uchodźcy polscy na Węgrzęch w czasie wojny. Budapest, 1946 (pl)
  - Les réfugiés polonais en Hongrie pendant la guerre. Budapest : Athenaeum, 1946 (fr)